# Глибокий (струмок)
Глибокий — струмок (мала річка) в Україні у Свалявському районі Закарпатської області. Ліва притока річки Малої Пині (басейн Дунаю).

## Опис
Довжина струмка приблизно 4,48 км, найкоротша відстань між витоком і гирлом — 4,04  км, коефіцієнт звивистості річки — 1,12 . Формується багатьма гірськими струмками.

## Розташування
Бере початок на північних схилах гори Велика Ясенівка (767,0 м). Тече переважно на північний захід через село Поляну і впадає у річку Малу Пиню, ліву притоку річки Пині.

## Цікаві факти
- На лівому березі струмка існує пішохідний маршрут «Поляна — Велика Ясенівка»[2][3].